# Estación Kassel-Wilhelmshöhe

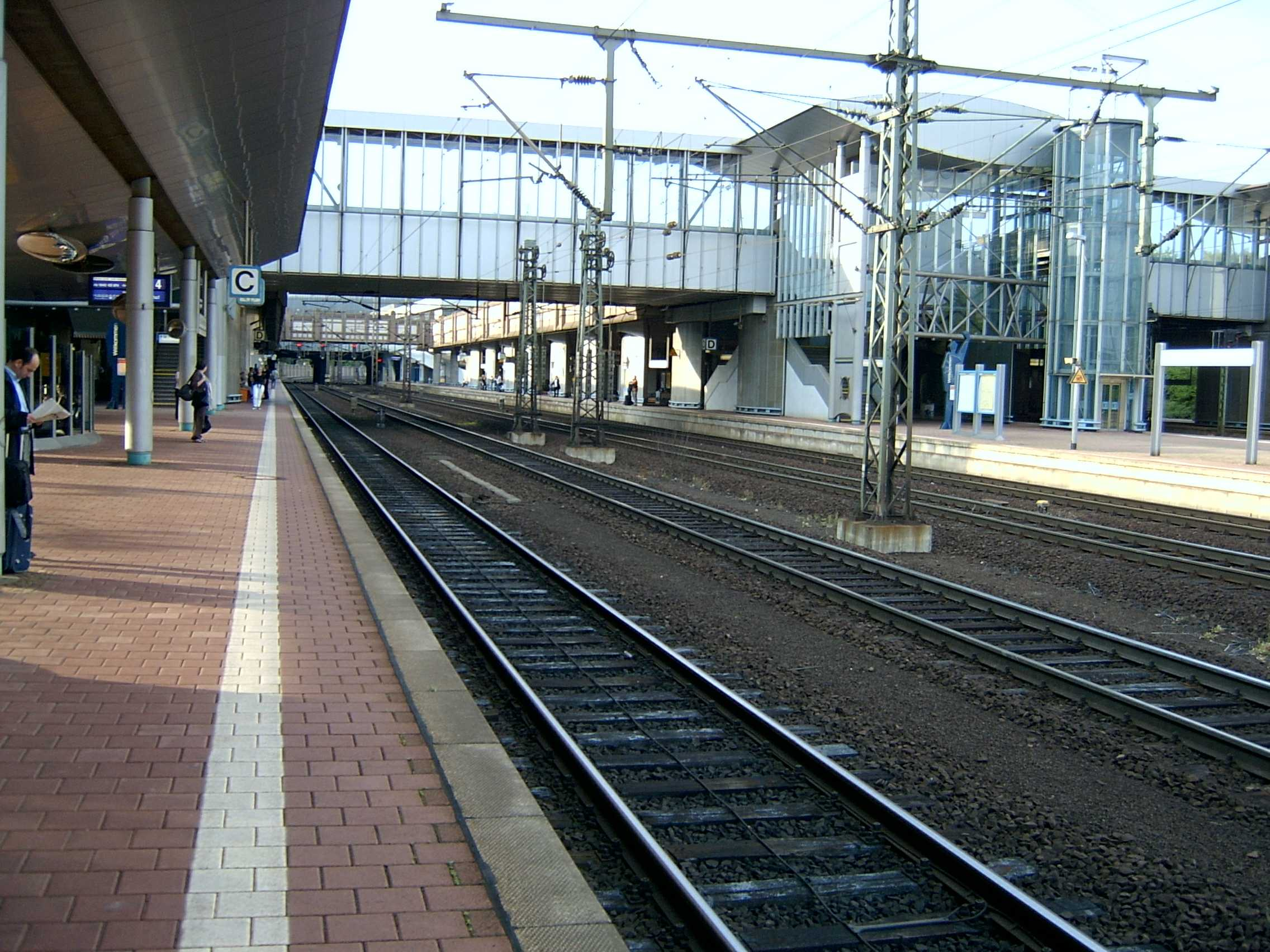
Vista de la estación desde los andenes.

Bahnhof Kassel-Wilhelmshöhe (en español: Estación ferroviaria de Kassel-Wilhelmshöhe) es la estación más grande de la ciudad de Kassel en el estado federado alemán de Hesse. Se comenzó a construir en 1991, especialmente para poder recibir a la Línea de alta velocidad Hanóver - Wurzburgo.
La estación tiene ocho andenes. En esta estación confluyen trenes regionales y trenes de alta velocidad (ICE, IC).